# Jabres
Jabres is een bestuurslaag in het regentschap Kebumen van de provincie Midden-Java, Indonesië. Jabres telt 2234 inwoners (volkstelling 2010).